# Červená Karkulka (film)
Červená Karkulka (v anglickém originále Red Riding Hood) je americká thrillerová fantasy z roku 2011 od režisérky Catherine Hardwicke. Scénář k filmu napsal David Leslie Johnson, jedním z producentů byl Leonardo DiCaprio a hlavní roli ztvárnila herečka Amanda Seyfriedová.
Film je velice volně založen na lidové pohádce Červená karkulka, kterou zapsal Charles Perrault pod názvem "Le Petit Chaperon Rouge" (Červená karkulka) a o několik století později i Bratři Grimmové jako "Rotkäppchen" (Červený čepeček).

## Obsazení
- Amanda Seyfriedová jako Valerie
  - Megan Charpentier jako malá Valerie
- Virginia Madsen jako Suzette
- Billy Burke jako Cesaire
- Julie Christie jako Babička
- Shiloh Fernandez jako Peter
  - DJ Greenburg jako malý Peter
- Gary Oldman jako otec Solomon
- Max Irons jako Henry Lazar
- Michael Shanks jako Adrien Lazar
- Christine Willes jako Madame Lazar
- Michael Hogan jako Rychtář
- Lukas Haas jako otec August
- Alexandria Maillot jako Lucie
- Shauna Kain jako Roxanne
- Kacey Rohl jako Prudence
- Cole Heppell jako Claude
- Carmen Lavigne jako Rose
- Jennifer Halley jako Marguerite
- Archie Rice jako hlas vlka

## Produkce
Under Appian Way Productions, Leonardo DiCaprio, Michael Ireland, Jennifer Davisson Killoran, Alex Mace a Julie Yorn produkovali tento film. V počátcích produkce se měl film jmenovat The Girl with the Red Riding Hood. Hlavní natáčení se uskutečnilo ve Vancouveru od 21. července do 16. září 2010.

### Casting
Díky tomu, že se Seyfried nelíbil Fernandez díky předchozímu setkání na večírku, ji musela režisérka Catherine Hardwicke přesvědčit, aby dala herci ještě jednu šanci.

## Soundtrack
1. "Towers of the Void" – Brian Reitzell
2. "Kids" – Brian Reitzell a Alex Heffes
3. "Dead Sister" – Brian Reitzell a Alex Heffes
4. "The Wolf" – Fever Ray
5. "Mt. Grimoor" – Brian Reitzell a Alex Heffes
6. "Tavern Stalker" – Brian Reitzell a Alex Heffes
7. "Grandma’s House" – Brian Reitzell a Alex Heffes
8. "Keep the Streets Empty for Me" – Fever Ray
9. "Wolf Attack" – Brian Reitzell a Alex Heffes
10. "Just a Fragment of You" – Anthony Gonzalez z M83 a Brian Reitzell
11. "The Reveal" – Brian Reitzell a Alex Heffes
12. "Finale" – Brian Reitzell a Alex Heffes
13. "Crystal Visions" – The Big Pink

Některé další písně zazněly ve filmu, ale neobjevily se na oficiálním soundtracku, a to:
- "Fire Walking" – Anthony Gonzalez a Brian Reitzell
- "Let’s Start an Orchestra" – Ken Andrews a Brian Reitzell
- "Ozu Choral" – Brian Reitzell
- "Piano Study No. 1 (symfonická verze)" – Brian Reitzell